# 23 Vulpeculae
23 Vulpeculae (23 Vul) é a segunda estrela mais brilhante da constelação de Vulpecula. É uma estrela binária de magnitude aparente 4,524.